# زلاتكو كرانيكار
زلاتكو كرانيكار (بالكرواتية: Zlatko Kranjčar)‏ مواليد 15 نوفمبر 1956 في زغرب، جمهورية يوغوسلافيا الاشتراكية الاتحادية، هو لاعب كرة قدم كرواتي سابق ومدرب كرة قدم حالي. كان يلعب كمهاجم. لعب خلال مسيرته 474 مباراة سجل خلالها 206 أهداف.

## مرحلة الشباب

### أندية لعب لها
- نادي دينامو زغرب

## المسيرة الاحترافية

### أندية لعب لها
- نادي دينامو زغرب
- رابيد فيينا

## روابط خارجية
- زلاتكو كرانيكار على موقع الاتحاد الأوربي (الإنجليزية)
- زلاتكو كرانيكار على موقع اتحاد كرواتيا (الكرواتية)
- زلاتكو كرانيكار على موقع قاعدة بيانات كرة القدم.إي يو (الإنجليزية)
- زلاتكو كرانيكار على موقع بيانات كرة القدم. دي إي (الألمانية)
- زلاتكو كرانيكار على موقع ناشيونال فوتبول تيمز (الإنجليزية)
- زلاتكو كرانيكار على موقع عالم كرة القدم.نت (الإنجليزية)